# کالادونگی
کالادونگی (به انگلیسی: Kaladhungi) یک منطقهٔ مسکونی در هند است که در بخش نینیتال واقع شده‌است. کالادونگی ۶٬۱۲۶ نفر جمعیت دارد و ۵۱۴ متر بالاتر از سطح دریا واقع شده‌است.